# أبواب مالي الإثنا عشر
أبواب مالي الإثنا عشر هو الاسم الذي كان يطلق على ممتلكات المانسا (الإمبراطور) في إمبراطورية مالي إبَّان العصور الوسطى والتي تأسست حوالي عام 1235 عقب معركة كيرينا. كانت هذه الأراضي إمَّا متحالفة أو واقعة تحت سيطرة سوندياتا كيتا (أول أباطرة مالي) في حملته العسكرية لتحرير معقل الشعب الماندينغي من مملكة سوسو.

## الأبواب الإثنا عشر
- بامبوغو، غزاها فاكولي كوروما
- أراضي شعب بوزو متحالفة مع مالي
- دجيديبا، متحالفة مع مالي
- دو، التي سيكون منها جميع ملكات سلالة كيتا المستقبليات (مثل سوغولون كونديه والدة سوندياتا[2][3])، متحالفة مع مالي
- جالو، غزاها فران كامارا
- كانياغا، غزاها ماري دجاتا الأول (والمشهور باسمه سوندياتا كيتا)
- كري، متحالفة مع مالي
- ولاتة، غزاها ماري دجاتا الأول (سوندياتا كيتا)
- سيبي، متحالفة مع مالي
- تابون، متحالفة مع مالي
- تورون، متحالفة مع مالي
- زاغاري، متحالفة مع مالي

## الأهمية التاريخية
كانت الأبواب الإثنا عشر هي الأساس الذي انبثق عنه تشكيل اتحاد ماندن والتي أفضت بعد غزوات أخرى وتنظيمات تبعتها تاريخياً إلى تشكيل مقاطعات إمبراطورية مالي والتي ظلت قورة إمبراطوريَّة على الصعيدين العسكري والسياسي في غرب أفريقيا حتى سقوطها عام 1645.